# Gráfok Descartes-szorzata

Gráfok Descartes-szorzata.

A matematika, azon belül a gráfelmélet területén a G és H gráfok Descartes-szorzata egy gráfszorzás, olyan kétváltozós gráfművelet, amely gráfok rendezett párjaihoz egy új gráfot rendel. A G {\displaystyle \square } H Descartes-szorzat olyan gráf, melyre a következők igazak:
- {\displaystyle G\square H} csúcshalmaza megegyezik a V(G) × V(H) Descartes-szorzattal;
- A {\displaystyle G\square H} két csúcsa, (u,u' ) és (v,v' ) pontosan akkor szomszédos egymással, ha az alábbi két feltétel bármelyike teljesül:
  - u = v és u'  szomszédos v' -vel H-ban vagy
  - u'  = v'  és u szomszédos v-vel G-ben.

A Descartes-szorzatként előálló gráfok hatékonyan, lineáris időben felismerhetők. A gráfok izomorfizmus ekvivalenciaosztályain értelmezett művelet kommutatív, ráadásul G {\displaystyle \square } H és H {\displaystyle \square } G természetesen izomorfak, címkézett gráfokon végzett műveletként azonban nem kommutatív. A művelet asszociatív is, hiszen az (F {\displaystyle \square } G) {\displaystyle \square } H és F {\displaystyle \square } (G {\displaystyle \square } H) gráfok természetesen izomorfak.
Néha a G × H jelölést is használják a gráfok Descartes-szorzatára, de ez a jelölés általában inkább a gráfok tenzorszorzatára utal. A négyzet szimbólum gyakoribb és egyértelműbb jelölése a Descartes-szorzatnak, mivel vizuálisan is jelzi a két él Descartes-szorzatául eredményül kapott négy élt.

## Példák
- Két él Descartes-szorzata a négy hosszúságú körgráf: K2 {\displaystyle \square } K2 = C4.
- K2 és egy útgráf Descartes-szorzata egy létragráf.
- Két útgráf Descartes-szorzata egy rácsgráf.
- n él Descartes-szorzata egy hiperkocka:

{\displaystyle (K_{2})^{\square n}=Q_{n}.}
Így két hiperkockagráf Descartes-szorzata is egy hiperkocka: Qi {\displaystyle \square } Qj = Qi+j.
- Két mediángráf Descartes-szorzata mediángráf.
- Az n-szög alapú hasáb poliédergráfja a K2 {\displaystyle \square } Cn Descartes-szorzataként áll elő.
- A bástyagráf két teljes gráf Descartes-szorzata.

## Tulajdonságok
Ha egy összefüggő gráf Descartes-szorzat, létezik egyedi prímfelbontása, azaz olyan gráftényezőkre való felbontása, melyek maguk nem bonthatók tovább gráfok szorzataira. (Imrich & Klavžar 2000) azonban leír egy olyan, nem összefüggő gráfot, ami két különböző módon is felírható prím gráfok Descartes-szorzataként:
(K1 + K2 + K22) {\displaystyle \square } (K1 + K23) = (K1 + K22 + K24) {\displaystyle \square } (K1 + K2),
ahol a plusz jelek a diszjunkt unió műveletét jelölik, a felső indexek pedig a Descartes-szorzat szerinti hatványozást.
Egy Descartes-szorzat pontosan akkor csúcstranzitív, ha mindkét tényező az.
Egy Descartes-szorzat pontosan akkor páros gráf, ha mindkét tényező az. Általánosabban, a Descartes-szorzat kromatikus száma eleget tesz a következő egyenletnek:
χ(G {\displaystyle \square } H) = max {χ(G), χ(H)}.
A Hedetniemi-sejtés hasonló egyenlőséget állít fel gráfok tenzorszorzatára. Egy Descartes-szorzat függetlenségi száma nem ilyen könnyen számítható, de ahogy (Vizing 1963) megmutatta, kielégíti a következő egyenlőtlenségeket:
α(G)α(H) + min{|V(G)|-α(G),|V(H)|-α(H)} ≤ α(G {\displaystyle \square } H) ≤ min{α(G) |V(H)|, α(H) |V(G)|}.
A Vizing-sejtés szerint egy Descartes-szorzat dominálási számára a következő egyenlőtlenség áll fenn:
γ(G {\displaystyle \square } H) ≥ γ(G)γ(H).

## Algebrai gráfelmélet
Az algebrai gráfelmélet lehetővé teszi a gráfok Descartes-szorzatának tanulmányozását.
Ha {\displaystyle G_{1}} gráf {\displaystyle n_{1}} csúccsal rendelkezik, és {\displaystyle n_{1}\times n_{1}}-es szomszédsági mátrixa {\displaystyle \mathbf {A} _{1}}, a {\displaystyle G_{2}} gráf pedig {\displaystyle n_{2}} csúccsal rendelkezik és {\displaystyle n_{2}\times n_{2}}-es szomszédsági mátrixa {\displaystyle \mathbf {A} _{2}}, akkor a két gráf Descartes-szorzatának szomszédsági mátrixa:
{\displaystyle \mathbf {A} _{1\square 2}=\mathbf {A} _{1}\otimes \mathbf {I} _{n_{2}}+\mathbf {I} _{n_{1}}\otimes \mathbf {A} _{2}},
ahol {\displaystyle \otimes } a mátrixok Kronecker-szorzata és {\displaystyle \mathbf {I} _{n}} az {\displaystyle n\times n}-es egységmátrix.

## Történet
(Imrich & Klavžar 2000) szerint a gráfok Descartes-szorzatát 1912-ben definiálta Whitehead és Russell. Több alkalommal újra felfedezték őket, köztük itt: Gert Sabidussi (1960).

## Fordítás
- Ez a szócikk részben vagy egészben a Cartesian product of graphs című angol Wikipédia-szócikk ezen változatának fordításán alapul.  Az eredeti cikk szerkesztőit annak laptörténete sorolja fel. Ez a jelzés csupán a megfogalmazás eredetét és a szerzői jogokat jelzi, nem szolgál a cikkben szereplő információk forrásmegjelöléseként.